# Euophrys megastyla
Euophrys megastyla är en spindelart som beskrevs av Lodovico di Caporiacco 1949. Euophrys megastyla ingår i släktet Euophrys och familjen hoppspindlar. Inga underarter finns listade i Catalogue of Life.